# ماکس اشملینگ (فیلم)
ماکس اشملینگ (آلمانی: Max Schmeling)) یک فیلم به کارگردانی اووه بول است که در سال ۲۰۱۰ منتشر شد. از بازیگران آن می‌توان به آرتور آبراهام و دِتلِـف بوته اشاره کرد.